# Пикардийска Терция
Пикардийска Tерция (на украински: Вокальна формація Піккардійська Tерція) е украинска акапелна вокална група, създадена на 24 септември 1992 г. в Лвов. Ансамбълът е носител на много музикални награди в Украйна.

## История
Пикардийска Терция започва своята сценична история като квартет, изпълняващ старинна украинска музика от XV век, а така също и адаптации на традиционни украински народни песни. С течение на времето групата се разширява до шест члена с репертоар от близо 300 произведения, включително литургична музика, народни песни, световни хитове, както и много оригинални композиции от членове на групата.

## Изпълнения
За 13 години Пикардийска Терция записва шест компактдиска, работи в проекти с различни музиканти и участва в благотворителни събития. Групата има участия във френски телевизии, като приходите са дарени на деца, страдащи от церебрална парализа. През годините Пикардийска Терция е концертирала в Украйна и Полша, осъществила е концертни турнета в Германия, САЩ, Канада, Италия, Русия и Франция.
Групата също така е участвала в много международни конкурси и е участвала като гост-артисти на различни фестивали като „ Песните на обединена Европа “ в Зиелона Гура, Полша, „Фестивалът на полските песни “ в Ополе и международния фестивал „ Вокал Тотал“ “ в Мюнхен, Германия, където групата е първият представител от Източна Европа. Пикардийска Терция има запомнящо се участие на международния филмов фестивал Lato Filmów — Филмово лято в Полша, където по специално желание цял час изпълняваха песни от филмови саундтракове.
През 1997 г. групата свири за Хилари Клинтън в Лвовската опера по време на пътуването на Първата дама в Украйна. Две години по-късно Пикардийска Терция пътува до САЩ за турне по Източното крайбрежие на САЩ със специална покана за концерт във Вашингтон, окръг Колумбия
През 2001 г. те са хедлайнери на украинския фестивал на Bloor Street в Торонто, което е последвано от голям концерт в центъра на този град, а след това още един концерт в Отава.
През 2004 г. групата осъществява голямо концертно турне в Съединените щати, включващо концерти в Чикаго, Филаделфия, Детройт, Вашингтон, Ню Йорк, Съмърсет и Кливланд, където те участват в празнуването на 75-ата годишнина на Обединените украински организации в този град.
През 2014 г. песента им „Пливе кача“ става известна на световната публика, след като е изпълнена на централния площад на Киев „Майдан Незалежности“ по време на погребението на бойци от опозицията, убити след революционните събития от февруари 2014 г.

## Състав
- Андрий Капрал
- Андрий Шавала
- Владимир Якимец
- Богдан Бохач
- Роман Турянин
- Ярослав Нудик

## Бивши членове
- Иван Вощина (†)

## Дискография

### Касети
1. 1995 г – AD LIBITUM (на живо в Lviv Organ House)
2. 1996 г – Тиха нощ (На живо в Лвовската опера)
3. 1999 г – Я придумаю свит, (Ще измисля света)

### CD
1. 1994 г – Пиккардійська Терція
2. 1997 г – Сад ангельских песен
3. 1999 г – Я свит, ще измисля света
4. 2002 г – Терция Пикардийска
5. 2002 г – Ельдорадо
6. 2003 г – Українська колекція
7. 2003 г – Антология. Том 1
8. 2004 г – З Неба до Земли (От небето до земята)
9. 2006 г – Антология. Том 2. Фолк
10. 2009 г – Етюди

### Сътрудничество
1. 1996–98 – Руслана – Кращи концерти Дзвинкого вятъру.
2. 2003 г – Руслана – Добрий вечер тоби. . . (Добър вечер и на теб. . . )
3. 2003 г – Але час, як ріка (Но времето е като река )

## Външни връзки
- Официален сайт Архив на оригинала от 2023-03-10 в Wayback Machine.
- Пиккардийска Терция CD в интернет магазин www.umka.com.ua[неработеща препратка]

|  | Тази страница частично или изцяло представлява превод на страницата Pikkardiyska Tertsiya в Уикипедия на английски. Оригиналният текст, както и този превод, са защитени от Лиценза „Криейтив Комънс – Признание – Споделяне на споделеното“, а за съдържание, създадено преди юни 2009 година – от Лиценза за свободна документация на ГНУ. Прегледайте историята на редакциите на оригиналната страница, както и на преводната страница, за да видите списъка на съавторите. ВАЖНО: Този шаблон се отнася единствено до авторските права върху съдържанието на статията. Добавянето му не отменя изискването да се посочват конкретни източници на твърденията, които да бъдат благонадеждни. |